# قسم درونغر الريفي (مقاطعة درغز)
قسم درونغر الريفي (بالفارسية: دهستان درونگر) هي قسم تقع في إيران في خراسان رضوي. يقدر عدد سكانها بـ 3,296 نسمة .